# 김이삭 (축구 선수)
김이삭(金이삭, 1992년 3월 26일 ~ )은 대한민국의 축구 선수이며 포지션은 미드필더이다.